# Аллин, Мёрл
Мерл Колби Аллин-младший (англ. Merle Colby Allin Jr., родился 9 апреля 1955 в Ланкастере, Нью-Гэмпшир, США) — американский музыкант и актёр. Наиболее известен как бас-гитарист хардкор-панк-группы The Murder Junkies. Старший брат покойного панк-рок вокалиста Джи-Джи Аллина

## Карьера
Мёрл был бас-гитаристом бостонской панк-группы Thrills (также известной как City Thrills) в конце 70-х, с которой он выпустил несколько синглов. Позже присоединился к группе Cheater Slicks и играл на бас-гитаре в их дебютном альбоме «On Your Knees».
Кроме того, Мёрл играл на бас-гитаре в трех группах, с которыми был связан его брат Джи-Джи Аллин: Malpractice, The AIDS Brigade и The Murder Junkies. В последней он продолжает выступать и по сей день. В её составе также присутствует оригинальный барабанщик Дональд («Дино Секс») Сакс и несколько более молодых участников.

## Фильмография
| Год  |   | Русское название           | Оригинальное название                | Роль       |
| ---- | - | -------------------------- | ------------------------------------ | ---------- |
| 1993 | ф | Ненавистный                | Hated: GG Allin & the Murder Junkies | Мёрл Аллин |
| 2018 | ф | Джи-Джи Аллин: Все в семье | GG Allin: All in the Family          | Мёрл Аллин |

## Дискография

### Cheater Slicks
Студийные альбомы
- On Your Knees (1989)

### GG ALLIN & The AIDS Brigade
Мини-альбомы
- Expose Yourself to Kids (1988)

Концертные альбомы
- Reharsal For Their Show At The Middle East Cafe In 1989

### The Murder Junkies
Студийные альбомы
- Brutality and Bloodshed for All (при участии Джи-Джи Аллина) (1993)
- Hated: Soundtrack (при участии Джи-Джи Аллина) (1993)
- Road Killer (2011)
- A Killing Tradition (2013)
- Killing for Christ Sakes (2014)

Мини-альбомы
- Feed My Sleaze (1995)
- The Right to Remain Violent (1996)
- Gut Pit (2014)

Концертные альбомы
- Terror in America — Live in the U.S.A. 1993 (при участии Джи-Джи Аллина) (1993)
- European Invasion 2005 (2006)